# Deutsche Gesellschaft für Verhaltensmedizin und Verhaltensmodifikation
Die Deutsche Gesellschaft für Verhaltensmedizin und Verhaltensmodifikation (DGVM) ist eine wissenschaftliche medizinische Fachgesellschaft, die sich der Lehre und der Erforschung in den Themenbereichen der Verhaltensmedizin und der Verhaltensmodifikation widmet. Die DGVM ist Mitglied der Arbeitsgemeinschaft der Wissenschaftlichen Medizinischen Fachgesellschaften (AWMF).

## Aktivitäten
Die DGVM hat sich unter anderem zum Ziel gesetzt, dem Zusammenwirken verschiedener Aspekte bei der Entstehung von Krankheiten nachzugehen, Tagungen zu verhaltensmedizinischen Themen zu veranstalten, Wissenschaftler zu vernetzen, die sich mit diesem Sachgebiet beschäftigen und Wissen und Fertigkeiten zur Verhaltensmedizin in die praktische Versorgung der Patienten einzubringen. Sie ist seit dem Jahr 2002 Mitgliedsgesellschaft der Arbeitsgemeinschaft der Wissenschaftlichen Medizinischen Fachgesellschaften (AWMF), die die Leitlinienarbeit von über 170 deutschsprachigen Fachgesellschaften koordiniert.

### Leitlinienarbeit
Seit 2002 war die DGVM an der Erstellung und Publikation von zehn AWMF-Leitlinien beteiligt, unter anderem zur Behandlung von Angststörungen, zur Diagnostik und Therapie von Patienten vor und nach Organtransplantationen, zum Chronischen Tinnitus und zum Reizdarmsyndrom. Zudem war die DGVM an der Erarbeitung der Nationalen Versorgungsleitlinie zur Koronaren Herzkrankheit beteiligt, die durch das Ärztliche Zentrum für Qualität in der Medizin koordiniert wurde.

### Kongresse
Die DGVM richtet eine eigene Kongressreihe aus, wobei jede Veranstaltung unter einer besonderen verhaltensmedizinischen Fragestellung steht. Der Vorstand der Fachgesellschaft richtet ein Early Career Researcher Event aus, das sich insbesondere an Nachwuchswissenschaftler wendet. Zudem beteiligt sich die DGVM maßgeblich an der Organisation und Durchführung der internationalen Kongresse der International Society of Behavioural Medicine (ISBM).

### Preise
Die DGVM hat mehrere Preise gestiftet um die Forschung in der Verhaltensmedizin und die Nachwuchsförderung in diesem Fachgebiet zu unterstützen.
- Irmela Florin Forschungspreis für junge Wissenschaftler deren Promotion nicht länbger als sechs Jahre zurückliegt und die noch keine unbefristete Professur innehaben. Ausgezeichnet werden Arbeiten in der Grundlagenforschung der Verhaltensmedizin sowie der praktischen Anwendung. Der Preis ist mit 1.500 € dotiert und nach der Psychologin Irmela Florin benannt, einer ehemaligen Vorsitzenden der DGVM. Voraussetzung für eine Prämierung ist die Mitgliedschaft in der DGVM.
- Posterpreis der DGVM für die besten Posterpräsentationen auf der Fachtagung der DGVM
- Peer Mentoring Programm zur Förderung des wissenschaftlichen Nachwuchses

Die Preise der DGVM werden auf den Kongressen der Fachgesellschaft verliehen.
Zudem finanziert die DGVM den international ausgeschriebenen Health an Behavioural Collaborative Award, der durch die International Society of Behavioural Medicine vergeben wird und Nachwuchswissenschaftlern die Zusammenarbeit mit etablierten Kollegen ermöglicht.